# John Buchanan (rugby à XV)
Pour les articles homonymes, voir John Buchanan et Buchanan.
Pas d'image ? Cliquez ici

a Compétitions nationales et continentales officielles uniquement.

b Matchs officiels uniquement.
John Cecil Rankin Buchanan, né le 18 juin 1896 et mort le 19 février 1976 à Tonbridge, est un joueur de rugby à XV sélectionné en équipe d'Écosse au poste de talonneur.

## Carrière
John Buchanan honore sa première cape internationale le 5 février 1921 contre l'équipe du pays de Galles. Il participe au Tournoi des Cinq Nations de 1921 à 1925, année du premier Grand Chelem écossais.

## Statistiques en équipe nationale
- Seize sélections
- 1 essai
- Sélections par années : 3 en 1921, 3 en 1922, 4 en 1923, 4 en 1924, 2 en 1925.
- Cinq Tournois des Cinq Nations disputés: 1921, 1922, 1923, 1924, 1925.